# ديف كوين
ديف كوين (بالإنجليزية: Dave Coyne)‏ هو سائق سباق بريطاني، ولد في 31 مارس 1958 في قصر هامبتون كورت في المملكة المتحدة.

## روابط خارجية
- ديف كوين على موقع DriverDB.com (الإنجليزية)